# Chiesa di Santa Margherita (Valzurio, Oltressenda Alta)
La chiesa di Santa Margherita è il principale luogo di culto cattolico di Valzurio, frazione di Oltressenda Alta, dedicato a santa Margherita di Antiochia, già ad antiquo, ed elevata a parrocchia nel XVI secolo con quella dedicata a san Bernardo posta nella frazione di Nasolino. Fu nel 1986 che con decreto del 20 novembre furono unite le due parrocchie in una sola intitolata ai due santi diventando parrocchia di san Bernardo da Mentone e santa Margherita vergine e martire in località Nasolino, decreto che accorpa le due parrocchie in una unica.

## Storia
La datazione scolpita sull'architrave in pietra posto sull'ingresso del 1511 confermerebbe la presenza dall'edificio di culto già in precedenza al XVI secolo. Gli atti della visita pastorale di san Carlo Borromeo del 4 ottobre 1575, riportano che la chiesa parrocchiale, dipendeva dalla pieve di Clusone, perché priva di un reddito stabile; per questo i fedeli pagavano un parroco mercenario, quindi non residente stabilmente sul territorio. Sempre dalla visita del Borromeo si evince che vi era la scuola del Santissimo Sacramento gestita da un canevario e due sindaci che venivano rinominati ogni anno. Gli atti testimoniano la presenza dell'oratorio sussidiari alla chiesa dedicato ai santi Giacomo e Filippo indicati nella località detta Contrata de Pallatio facenti parti dalla vicinia di Valgoglio ma senza reddito, per questo motivo venivano officiate le funzioni solo nelle feste patronali, e un oratorio in località Spinelli dedicato a san Rocco.
La chiesa viene indicata anche dal cancelliere Marenzi nel suo Sommario delle sacre chiese di Bergamo e Diocesi del 1666, ancora come parrocchia mercenaria con la sola scuola del Santissimo Sacramento e avente come sussidiario un oratorio dedicato a santo d'Assisi. Sarà la visita pastorale del vescovo Giovanni Paolo Dolfin a relazionare la presenza delle confraternite del Santissimo Sacramento, con il giuspatronato dell'altare maggiore, la scuola del Santo Rosario e quella del Suffragio ognuna con la gestione del relativo altare nonché la scuola della Dottrina cristiana.
Questa chiesa e quella di San Bernardo vengono citate nel 1820 da Giovanni Maironi da Ponte come costituenti la comunità di Oltressenda Alta. La chiesa fece sempre parte della basilica mariana di Clusone, fino quando fu unita al vicariato Ardesio-Gromo con decreto del decreto 27 maggio 1979 del vescovo Giulio Oggioni.

## Descrizione
La chiesa si trova lateralmente alla strada della frazione con il classico orientamento ad est, ed è preceduta da un ambulacro presente su tre lati dall'andamento irregolare e preceduto da una gradinata in cubetti di porfido L'accesso all'aula è in pietra con timpano barocco. La parte superiore del portico ha il tetto a capanna con un'apertura murata centrale dove è posto l'affresco raffigurante santa Margherita con la palma del martirio.
L'aula a navata unica è composta da tre campate divise da lesene in muratura che reggono la trabeazione che è presente anche sul presbiterio. Al di sopra vi sono le finestre strombate atte a illuminare la chiesa. Due cappelle per lato, adornano l'aula. La prima alla sinistra è intitolata alla Madonna Addolorata e conserva in una nicchia la statua della Vergine. La seconda cappella è dedicata alla Madonna del Rosario, presenta un altare in marmo policromo, scolpito dagli  artisti della bottega dei Fantoni di Rovetta. L'altare ha le due statue sempre fantoniane di san Domenico di Guzman e santa Caterina da Siena, mentre il paliotto ha il medaglione raffigurante la Fuga in Egitto.
Di minor valore l'altare del Santo Suffragio in legno con l'ancona in stucco, che conserva la bella tela dipinta da Bartolomeo Litterini datata 1719. Le statue di san Luigi Gonzaga e san Giuseppe sono poste due nicchie presso l'ingresso alla sacrestia. Il presbiterio, illuminato da due finestre poste sopra il cornicione, è accessibile da due gradini in marmo, ed è a pianta ottagonale con copertura a tazza, presenta un altare di fattura del Novecento, e conserva come pala d'altare il dipinto, olio su tela raffigurante Vergine con il Bambino e ai lati Santa Margherita e Sant'Antonio Abate. Il coro in noce con undici stalli, completa l'abside.